# ヨーテボリ中央駅
ヨーテボリ中央駅 (スウェーデン語: Göteborgs centralstation,Göteborg C) はスウェーデン・ヨーテボリにあるターミナル駅で1858年10月4日に開業している。ヨーテボリ中央駅は1日当たり4万人の旅客数があり、スウェーデン国内ではストックホルム中央駅に次いで2番目に旅客数が多い駅である。16線の発着線を備え、オスロやコペンハーゲンへ向かう国際列車やストックホルムやマルメなど主要都市へ向かうX2000などの都市間列車が運行されている。ヨーテボリ都市圏で運行されている近郊列車Göteborgs pendeltågなども発着している。